# El Jícaro (Nicaragua)
El Jícaro es un municipio del departamento de Nueva Segovia en la República de Nicaragua.

## Toponimia
El nombre de "El Jícaro" no proviene del árbol que da ese fruto de jícaros, sino de la tribu de xicaros que habitaba este lugar a la llegada de los españoles. Los xicaros era una tribu pequeña que existió aquí en la época prehispánica, de ellos se conocen algunos caciques como Moyuca y Xicaque que aparece mencionado en crónicas de Indias, con el paso del tiempo al acabar con los indígenas se le llamó el lugar de los Xícaros y después solo Xícaros y al instituirse como distrito por parte de la corona nos llamaron Jícaro, así opina el profesor Espinoza, de este mismo pueblo.

## Geografía
El Jícaro se encuentra ubicado a una distancia de 278 kilómetros de la capital de Managua.
- Altitud: 543 m s. n. m.
- Superficie: 428.8 km²
- Latitud: 13° 43′ 0″ N
- Longitud: 86° 7′ 60″ O.

### Límites
El término municipal limita al norte con el municipio de Jalapa, al sur con los municipios de Telpaneca, San Juan de Río Coco y Quilalí, al este con el municipio de Murra y al oeste con los municipios de Ciudad Antigua y San Fernando.

## Historia
El municipio se dio desde el año 1874, siendo uno de los primeros lugares de la fecha de creación a la llegada de los españoles, durante el período colonial.
Sus primeros pobladores, según datos proporcionados por la monografía de los profesores Guerrero y Soriano, eran básicamente negros y mulatos, teniendo como vecinos cercanos las tribus Caribíes y Mosquitos.
De acuerdo a relatos de personalidades del municipio, la población experimenta un aumento drástico a partir del año 1972 a causa de los yacimientos de oro y plata descubiertos en la región, donde hubo personas que emigraron de la República de Honduras y otras partes de la región.
Durante la guerra Constitucionalista de los años 1926 y 1927, y después de la celebración del "Pacto del Espino Negro", el General Augusto C. Sandino, quien rechazó el convenio Moncada-Stimpson, estableció su primer Cuartel General en el municipio de El Jícaro, bajo el nombre de Ciudad Sandino; donde organizó a un grupo de hombres en los minerales de San Albino, para contrarrestar la invasión norteamericana.

## Demografía
El Jícaro tiene una población actual de 33,265 habitantes. De la población total, el 50.6% son hombres y el 49.4% son mujeres. Casi el 31.4% de la población vive en la zona urbana.

## Clima
Tiene clima tropical de sabana con temperaturas que oscilan de 23 a 24 °C.

## Organización territorial
El municipio está organizado en doce microrregiones:
- El Jícaro, casco urbano municipal
- Susucayán, un poblado ubicado entre Santa Clara (San Fernando) y el casco urbano de El Jícaro del cual dista a 12 kilómetros. Jaime Incer Barquero en su libro "Toponimias indígenas de Nicaragua" afirma que significa "susum-cayán", "cerro de los pastes" por "susuma" que es "paste" o "barba de viejo". Mientras que el ingeniero, militar y filólogo Alfonso Valle Candia en su obra "Interpretación de nombres geográficos indígenas de Nicaragua" lo traduce "susu-cayán", "cerro de las ardillas".
- San Albino
- El Espino
- Sabana Larga
- Siapalí
- Muyuca
- Coyol
- La Jumuyca
- Guana Castillo
- Las Vueltas
- San Jerónimo

## Economía
Su economía se centra en la agricultura principalmente maíz, café, caña, frijoles y hortalizas.

## Gastronomía
Dentro de las actividades gastronómicas que se realizan anualmente en el municipio de El Jícaro se encuentran:
- Ferias gastronómicas, la taza de la excelencia, la feria agroindustrial y la feria ganadera, en el mes de febrero.

## Festividades

### Fiestas patronales
Existen fiestas tradicionales que se celebran cada año en el municipio de El Jícaro:
- Las fiestas de la Virgen de Candelaria (2 de febrero): dan inicio en la tercera semana de enero y culminan en la tercera semana del mes de febrero. Hay barreras de toros, fiestas bailables, ferias, entre otras actividades.

- Torneos de gallo, de billar y de palo lucio.

- Las fiestas de Santiago Apóstol (25 de julio): un día antes se lleva al santo a la comunidad de Sabana Larga y al día siguiente se lleva a la parroquia del pueblo en procesión con música de chicheros.

- Las fiestas de Susucayán (30 de septiembre): tercera fiesta celebrada en Susucayán en honor a San Jerónimo.

- Se dan otras tradiciones como la procesión de los Inditos en honor a la Virgen de Guadalupe el 12 de diciembre y el día de San Juan y San Pedro con corridas de gallos. En celebración del Señor de los Milagros se da una pequeña romería hacia la comunidad de los Limones a 4 kilómetros del casco urbano de El Jícaro, a donde asisten peregrinos del mismo casco urbano y de otras comunidades del municipio.

- De forma anual se realiza una peregrinación hacia Ciudad Antigua en honor al Señor de los Milagros, el último viernes del mes de febrero.